# Adolf Kleemann
Adolf Kleemann (Waldsassen, 2 dicembre 1904 – Starnberg, 11 settembre 1989) è stato un pittore tedesco.

## Fonti
- "Adolf Kleemann", Pera-Druck, Gräfelfing, 1986.
- "Adolf Kleemann", Fußnoten zur Kunstgeschichte 2, Museen u Galerien der Stadt Schweinfurt, 2009.

| Controllo di autorità | VIAF (EN) 86146729 · GND (DE) 137989628 |